# Vietocerus kabakovi
Vietocerus kabakovi là một loài bọ cánh cứng trong họ Chrysomelidae. Loài này được Lopatin miêu tả khoa học năm 2003.